# Кошаркашка репрезентација Алжира
Кошаркашка репрезентација Алжира представља Алжир на међународним такмичењима и под контролом је Кошаркашког савеза Алжира  (арап. الاتحاديه الجزائريه لكرة السلة).
Њихов највећи успех била је сребрна медаља на Афричком првенству 2001. године. Играли су на Светском првенству 2002. у Сједињеним Државама где су завршили на 15. месту.

## Историја
Репрезентација Алжира је први пут учествовала на Светском првенству 2002. Били су распоређени у групу Б (поред домаћина САД, каснијег освајача бронзане медаље Немачке и азијског шампиона Кине). Изгубили су своју прву утакмицу на првенству против САД 60:100 као и утакмице против Кине (82:96) и Немачке (70:102). Заузели су четврто место у групи Б. У утакмици за 15. место победили су репрезентацију Либана резултатом 100:70.
Тим се повукао из квалификација за ФИБА Светско првенство 2023. због проблема везаних са ковидом 19 а заменио их је Јужни Судан, који је успео да се квалификује на своје прво Светско првенство.

## Учешћа на међународним такмичењима

### Светска првенства
| Година | Пласман | Турнир                  | Домаћин                   |
| ------ | ------- | ----------------------- | ------------------------- |
| 2002.  | 15.     | Светско првенство 2002. | Сједињене Америчке Државе |

### Афричка првенства
| Година | Позиција         | Турнир                  |
| ------ | ---------------- | ----------------------- |
| 1962.  | Није учествовала | Афричко првенство 1962. |
| 1964.  | Није учествовала | Афричко првенство 1964. |
| 1965.  | 3.               | Афричко првенство 1965. |
| 1968.  | 8.               | Афричко првенство 1968. |
| 1970.  | Није учествовала | Афричко првенство 1970. |
| 1972.  | Није учествовала | Афричко првенство 1972. |
| 1974.  | Није учествовала | Афричко првенство 1974. |
| 1975.  | Није учествовала | Афричко првенство 1975. |
| 1978.  | Није учествовала | Афричко првенство 1978. |
| 1980.  | 4.               | Афричко првенство 1980. |
| 1981.  | 4.               | Афричко првенство 1981. |
| 1983.  | 6.               | Афричко првенство 1983. |
| 1985.  | Није учествовала | Афричко првенство 1985. |
| 1987.  | 8.               | Афричко првенство 1987. |
| 1989.  | 6.               | Афричко првенство 1989. |
| 1992.  | 9.               | Афричко првенство 1992. |
| 1993.  | 5.               | Афричко првенство 1993. |
| 1995.  | 4.               | Афричко првенство 1995. |
| 1997.  | Није учествовала | Афричко првенство 1997. |
| 1999.  | 6.               | Афричко првенство 1999. |
| 2001.  | 2.               | Афричко првенство 2001. |
| 2003.  | 7.               | Афричко првенство 2003. |
| 2005.  | 4.               | Афричко првенство 2005. |
| 2007.  | Није учествовала | Афричко првенство 2007. |
| 2009.  | Није учествовала | Афричко првенство 2009. |
| 2011.  | Није учествовала | Афричко првенство 2011. |
| 2013.  | 12               | Афричко првенство 2013. |
| 2015.  | 6                | Афричко првенство 2015. |
| 2017.  | Није учествовала | Афричко првенство 2017. |
| 2021.  | Није учествовала | Афричко првенство 2021. |

### Арапско првенство
- 1981. Тунис: 2.
- 1994. Египат: 2.
- 2000. Алжир: 2.
- 2005. Саудијска Арабија: Победници
- 2015. Египат: 2.
- 2018. Египат: 2.
- 2022. Дубаи: 3.

### Медитеранске игре
- 2005. Алмерија: 7.
- 2022. Оран: 5. (3×3)

### Исламске игре солидарности
- 2005. Саудијска Арабија: 2.